# Gars
Pour les articles homonymes, voir Gars (homonymie).
Gars est une commune française située dans le département des Alpes-Maritimes en région Provence-Alpes-Côte d'Azur. Ses habitants sont appelés les Garcinois.

## Géographie

### Localisation
Gars est un village du haut-pays grassois situé dans le centre-ouest du département des Alpes-Maritimes à 24 km au nord de Grasse et 12 km au sud de Puget-Théniers.
Le village se trouve dans la Vallée de l'Estéron.

### Géologie et relief
La commune se compose de 67,16 hectares de territoires agricoles (4,36 %) et 1 474,76 hectares de forêts et milieux semi-naturels (95,64 %).
Le village constitue une des 45 communes du territoire du parc naturel régional des Préalpes d'Azur. Il est adossé à une barre rocheuse qui constitue la barre des Fournès, dominant l'Estéron.
La Montagne de Charamel (1471 m) et le contrefort nord de l'Arpille à 1650 m (le sommet de l'Arpille à 1689 m n'est pas sur la commune de Gars) constituent les points culminants de la commune.

### Sismicité
Commune située en zone 4 d'aléa moyen.

### Hydrographie et les eaux souterraines
Cours d'eau sur la commune ou à son aval :
- rivière l'Estéron,
- vallons de l'ubac, de praconi, de combe fée, des groussières, de malespine, des cougourdières, du suyet, de la tuilière, de la lavanche.

### Climat
Pour des articles plus généraux, voir Climat de Provence-Alpes-Côte d'Azur et Climat des Alpes-Maritimes.
En 2010, le climat de la commune est de type climat méditerranéen altéré, selon une étude du Centre national de la recherche scientifique s'appuyant sur une série de données couvrant la période 1971-2000. En 2020, Météo-France publie une typologie des climats de la France métropolitaine dans laquelle la commune est dans une zone de transition entre le climat de montagne et le climat méditerranéen et est dans la région climatique  Var, Alpes-Maritimes, caractérisée par une pluviométrie abondante en automne et en hiver (250 à 300 mm en automne), un très bon ensoleillement en été (fraction d’insolation > 75 %), un hiver doux (8 °C) et peu de brouillards. 
Pour la période 1971-2000, la température annuelle moyenne est de 11,1 °C, avec une amplitude thermique annuelle de 16,8 °C. Le cumul annuel moyen de précipitations est de 1 069 mm, avec 5,9 jours de précipitations en janvier et 4,6 jours en juillet. Pour la période 1991-2020, la température moyenne annuelle observée sur la station météorologique de Météo-France la plus proche, « Le Mas », sur la commune du Mas à 5 km à vol d'oiseau, est de 9,1 °C et le cumul annuel moyen de précipitations est de 1 236,8 mm. 
La température maximale relevée sur cette station est de 32,5 °C, atteinte le 28 juin 2019 ; la température minimale est de −13,5 °C, atteinte le 14 février 2009,,. 
Les paramètres climatiques de la commune ont été estimés pour le milieu du siècle (2041-2070) selon différents scénarios d'émission de gaz à effet de serre à partir des nouvelles projections climatiques de référence DRIAS-2020. Ils sont consultables sur un site dédié publié par Météo-France en novembre 2022.

### Voies de communications et transports

#### Voies routières
La commune est desservie par la départementale RD 84 qui la traverse du nord au sud.

#### Transports en commun
- Transport en Provence-Alpes-Côte d'Azur

La commune est desservie par la ligne numéro 420 du réseau d'autobus Sillages (Sallagriffon—Saint-Auban).

## Histoire
Le nom du village est d’origine celte, gar ou kar signifiant « gros rocher ». Situé au pied de la montagne de Gars, le village s’est développé selon une organisation linéaire suivant les lignes de niveau. La commune a une superficie de 1 557 ha et sa population (les Garcinois) était de 70 habitants en 1999.
Son histoire est connue à partir du Moyen Âge, le lieu de Gars est mentionné pour la première fois en 1125. En 1158, il est mentionné comme habitat fortifié et son château est cité. Il se trouvait, ainsi probablement qu’un village, sur le rocher dominant l’agglomération actuelle. Son église, dédiée au saint Sauveur, est mentionnée en 1306 ; elle est située à son pied.
À la fin du XIVe siècle, le village est dévasté par les guerres, la famine et la peste. Par la suite, probablement dès le début du XVe s., une nouvelle agglomération est reconstruite à son emplacement actuel.
En 1158, l’abbé Boson donne Gars en fief aux chevaliers de Briançonnet. En 1383, le comte de Provence fait don de la seigneurie à Pierre de Terminis, puis au XVe s., le fief passe aux Grasse-Bar puis aux Grasse-Briançon et finalement aux Théas.

## Politique et administration
| Période   | Période   | Identité        | Étiquette | Qualité       |
| --------- | --------- | --------------- | --------- | ------------- |
| mars 2001 | mars 2008 | Odette Paillier | SE        |               |
| mars 2008 | En cours  | Marino Cassez   | SE        | Fonctionnaire |

### Intercommunalité
Commune membre de la Communauté d'agglomération du Pays de Grasse.

## Urbanisme

### Typologie
Au 1er janvier 2024, Gars est catégorisée commune rurale à habitat très dispersé, selon la nouvelle grille communale de densité à 7 niveaux définie par l'Insee en 2022.
Elle est située hors unité urbaine. Par ailleurs la commune fait partie de l'aire d'attraction de Nice, dont elle est une commune de la couronne,. Cette aire, qui regroupe 100 communes, est catégorisée dans les aires de 200 000 à moins de 700 000 habitants,.

### Occupation des sols
L'occupation des sols de la commune, telle qu'elle ressort de la base de données européenne d’occupation biophysique des sols Corine Land Cover (CLC), est marquée par l'importance des forêts et milieux semi-naturels (95,7 % en 2018), une proportion identique à celle de 1990 (95,7 %). La répartition détaillée en 2018 est la suivante : 
forêts (87,2 %), espaces ouverts, sans ou avec peu de végétation (5,1 %), prairies (4,3 %), milieux à végétation arbustive et/ou herbacée (3,3 %).
L'évolution de l’occupation des sols de la commune et de ses infrastructures peut être observée sur les différentes représentations cartographiques du territoire : la carte de Cassini (XVIIIe siècle), la carte d'état-major (1820-1866) et les cartes ou photos aériennes de l'IGN pour la période actuelle (1950 à aujourd'hui).

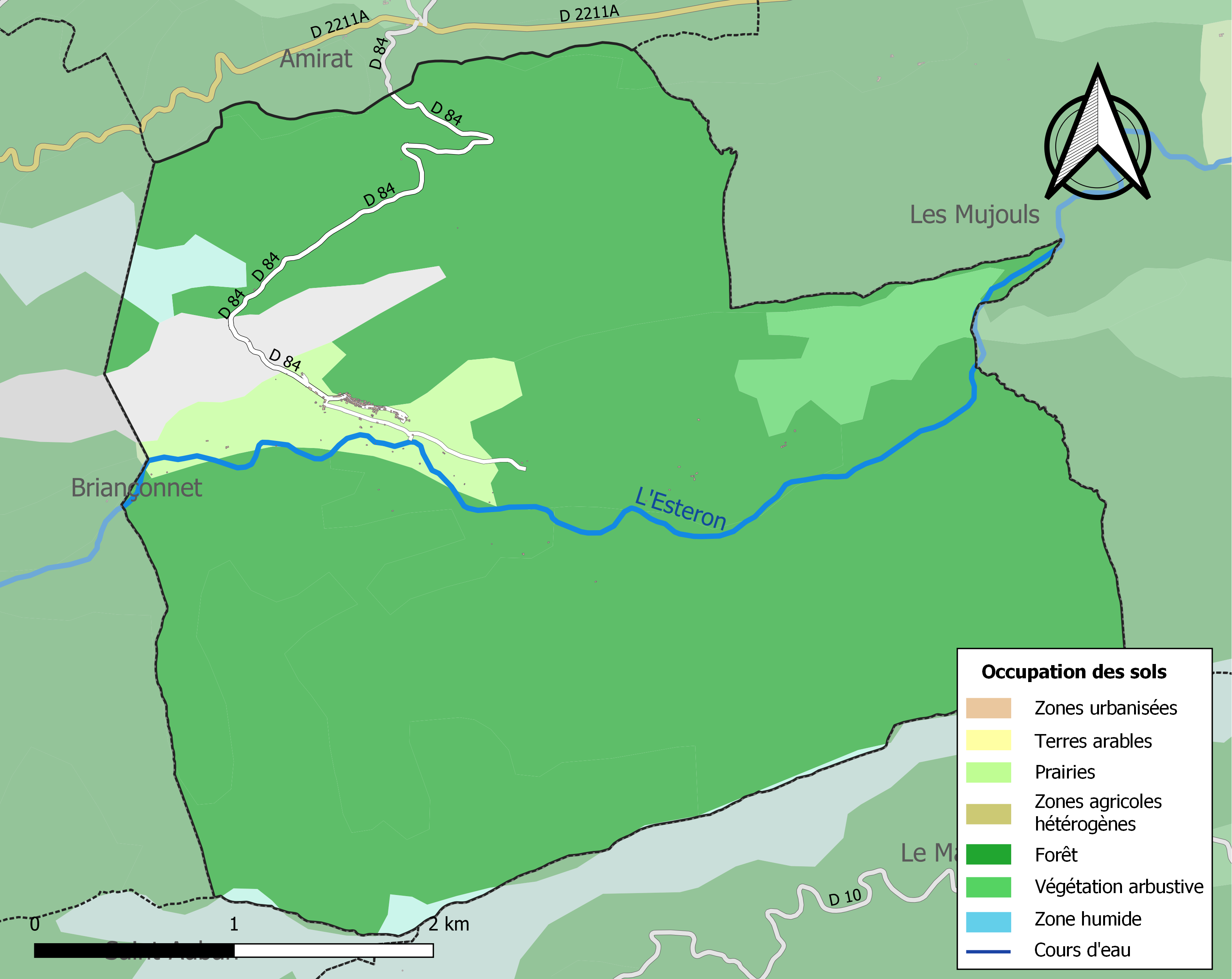
Carte de l'occupation des sols de la commune en 2018 (CLC).

### Budget et fiscalité 2023

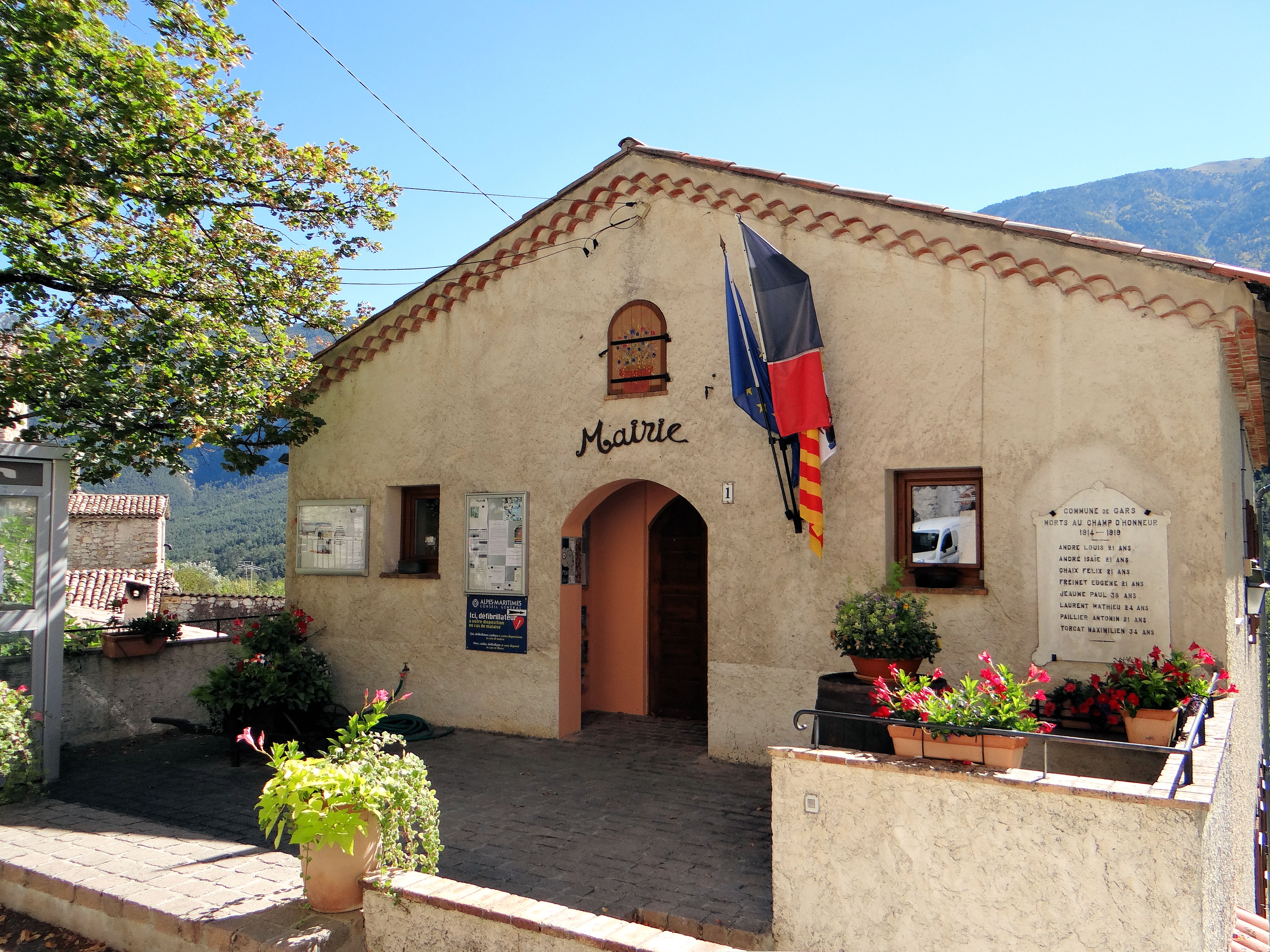
La mairie.

En 2023, le budget de la commune était constitué ainsi :
- total des produits de fonctionnement : 225 000 €, soit 3 037 € par habitant ;
- total des charges de fonctionnement : 206 000 €, soit 2 788 € par habitant ;
- total des ressources d'investissement : 140 000 €, soit 1 892 € par habitant ;
- total des emplois d'investissement : 146 000 €, soit 1 973 € par habitant ;
- endettement : 4 000 €, soit 61 € par habitant.

Avec les taux de fiscalité suivants :
- taxe d'habitation : 6,73 % ;
- taxe foncière sur les propriétés bâties : 19,99 % ;
- taxe foncière sur les propriétés non bâties : 33,65 % ;
- taxe additionnelle à la taxe foncière sur les propriétés non bâties : 0,00 % ;
- cotisation foncière des entreprises : 0,00 %.

Chiffres clés Revenus et pauvreté des ménages en 2021 : médiane en 2021 du revenu disponible, par unité de consommation.

## Population et société

### Démographie

#### Évolution démographique
L'évolution du nombre d'habitants est connue à travers les recensements de la population effectués dans la commune depuis 1793. Pour les communes de moins de 10 000 habitants, une enquête de recensement portant sur toute la population est réalisée tous les cinq ans, les populations de référence des années intermédiaires étant quant à elles estimées par interpolation ou extrapolation. Pour la commune, le premier recensement exhaustif entrant dans le cadre du nouveau dispositif a été réalisé en 2008.

En 2022, la commune comptait 70 habitants, en évolution de −1,41 % par rapport à 2016 (Alpes-Maritimes : +2,85 %, France hors Mayotte : +2,11 %).
| 1793 | 1800 | 1806 | 1821 | 1831 | 1836 | 1841 | 1846 | 1851 |
| ---- | ---- | ---- | ---- | ---- | ---- | ---- | ---- | ---- |
| 240  | 283  | 294  | 295  | 311  | 321  | 283  | 300  | 316  |

| 1856 | 1861 | 1866 | 1872 | 1876 | 1881 | 1886 | 1891 | 1896 |
| ---- | ---- | ---- | ---- | ---- | ---- | ---- | ---- | ---- |
| 311  | 309  | 273  | 252  | 230  | 221  | 216  | 204  | 203  |

| 1901 | 1906 | 1911 | 1921 | 1926 | 1931 | 1936 | 1946 | 1954 |
| ---- | ---- | ---- | ---- | ---- | ---- | ---- | ---- | ---- |
| 189  | 168  | 162  | 141  | 143  | 108  | 96   | 75   | 73   |

| 1962 | 1968 | 1975 | 1982 | 1990 | 1999 | 2006 | 2008 | 2013 |
| ---- | ---- | ---- | ---- | ---- | ---- | ---- | ---- | ---- |
| 63   | 73   | 64   | 83   | 70   | 49   | 58   | 60   | 70   |

| 2018 | 2022 | - | - | - | - | - | - | - |
| ---- | ---- | - | - | - | - | - | - | - |
| 72   | 70   | - | - | - | - | - | - | - |

### Enseignement
Établissements d'enseignements :
- Écoles maternelles et primaires à Saint-Auban, Andon.
- Collèges à Puget-Théniers, Annot.

### Santé
Professionnels et établissements de santé :
- Médecins à Entrevaux, Valderoure, Puget-Théniers, Annot, Saint-Vallier-de-Thiey,
- Pharmacies à Entrevaux, Annot, Saint-Vallier-de-Thiey,
- Hôpital à Puget-Théniers, Castellane, Cabris, Grasse.

### Cultes
Culte catholique, église paroissiale Saint-Sauveur,  Paroisse Marie des Sources, Diocèse de Nice.

## Économie

### Entreprises et commerces

#### Agriculture
- Exploitation agricole[36].

#### Tourisme
- Gîtes de France[37].
- Restaurants à Briançonnais, Entrevaux, Andon.

#### Commerces, artisanat et services
- Services aux particuliers : 2,
- Céramiste et Fresquiste, Vannière[38],
- Services du bâtiment : 2[39]

## Culture locale et patrimoine

### Lieux et monuments
Patrimoine religieux
- Église Saint-Sauveur, inscrite au titre des monuments historiques, en 1936[40],[41].
- Cimetière près de l'église où sont enterrés Célestin Freinet et Élise Freinet.

Pierre sculptée romaine dans la porte du cimetière.
- Chapelle Saint-Joseph, inscrite au titre des monuments historiques, en 1937[43],[44].
- Chapelle Saint-Pancrace[45], d'origine romane utilisée à l’origine par une confrérie de pénitents[46].
- Oratoire Notre-Dame de Lourdes[47].
- Plaque commémorative[48]. Conflits commémorés : Guerre franco-allemande 1914-1918[49].

Patrimoine civil
- Vestiges de l'ancien château, à l'est, dans la falaise[50],[51]. Le château-grotte, cité au XIIe siècle, domine la vallée de l'Estéron[52].
- Abri fortifié[53],[54].
- Pont du XVIIIe siècle près du village.
- Un ancien moulin à huile abrite par ailleurs un musée consacré à Célestin Freinet[55],[56].

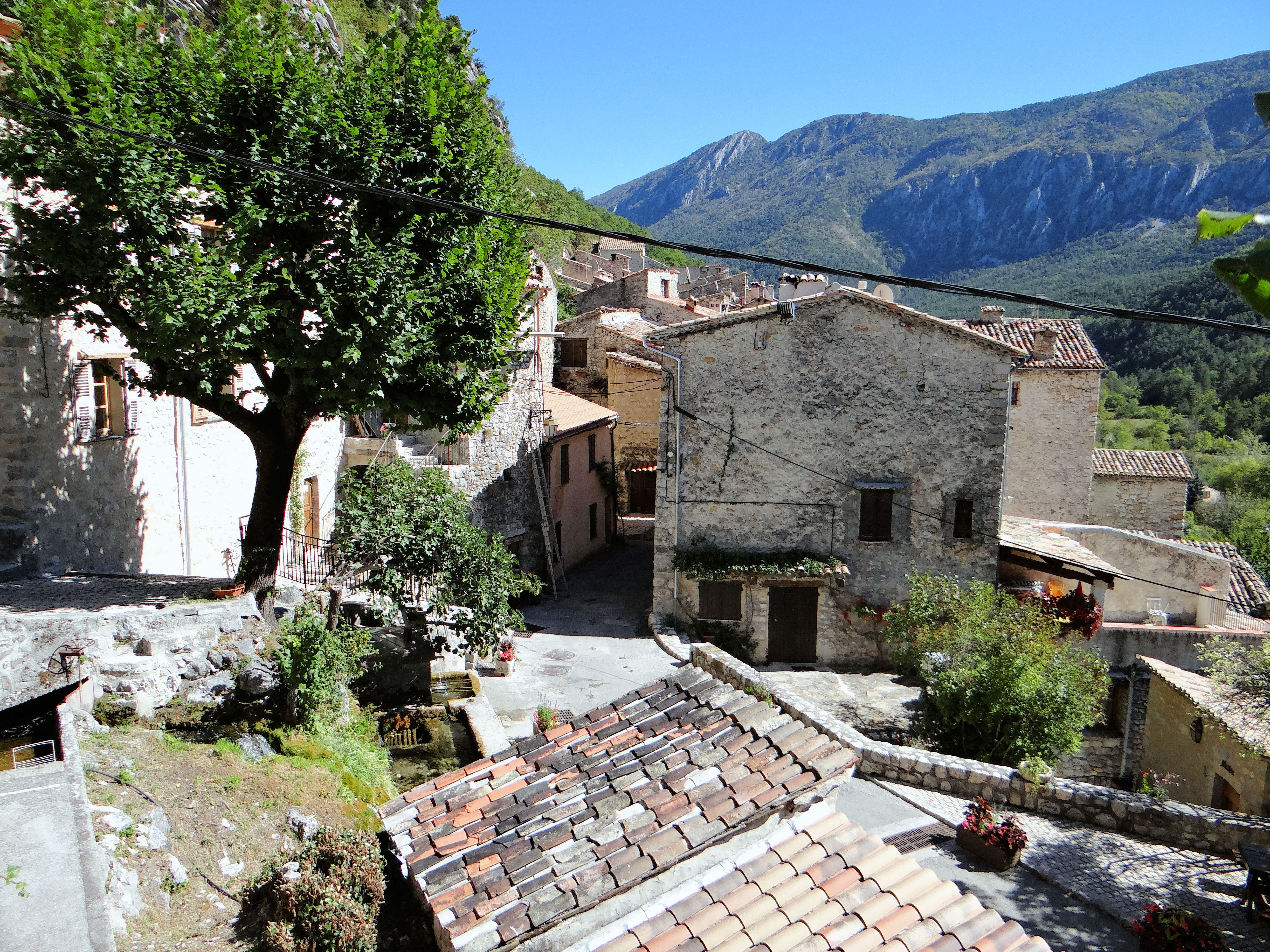
Rue principale du village
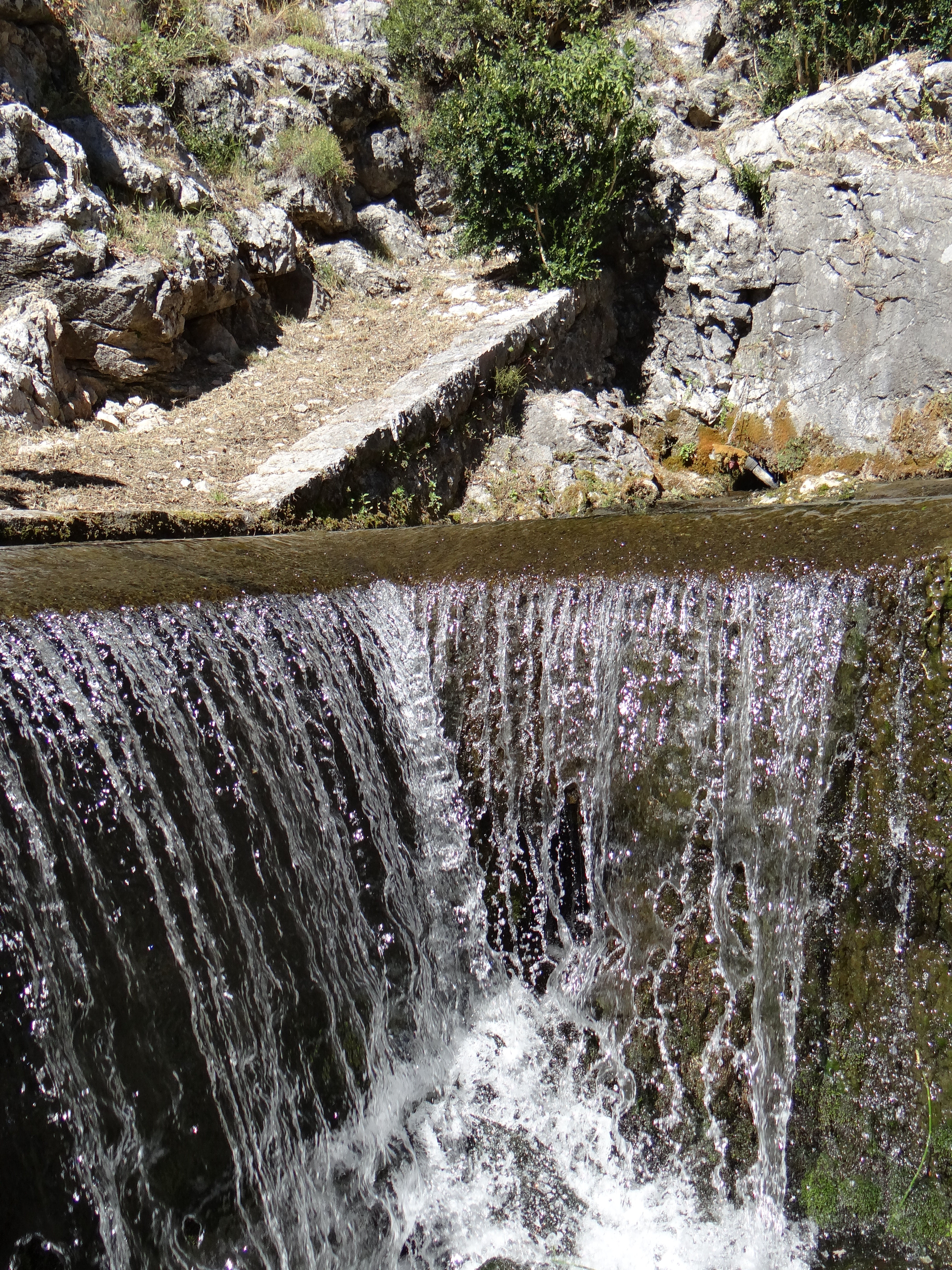
La source
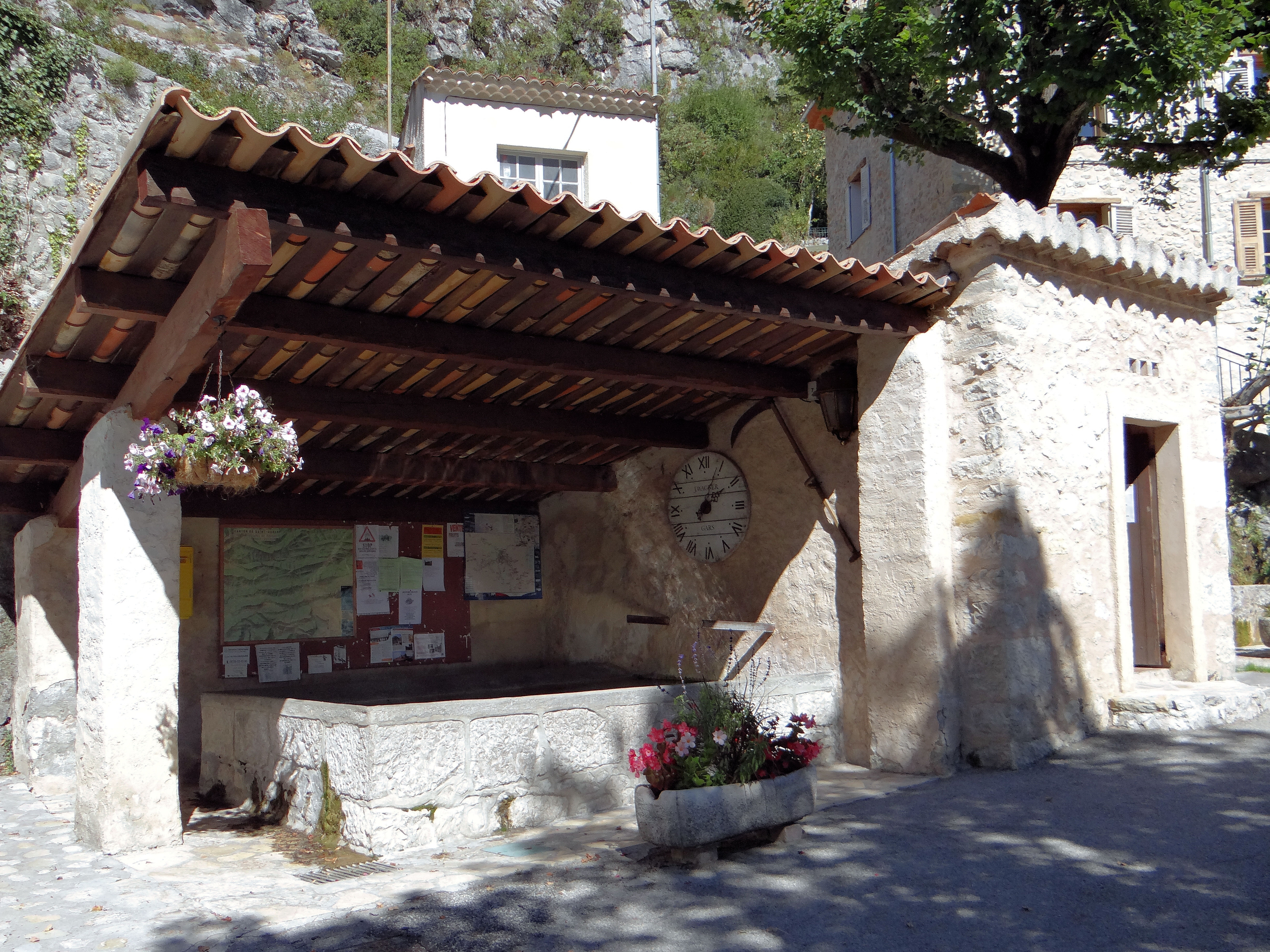
Lavoir
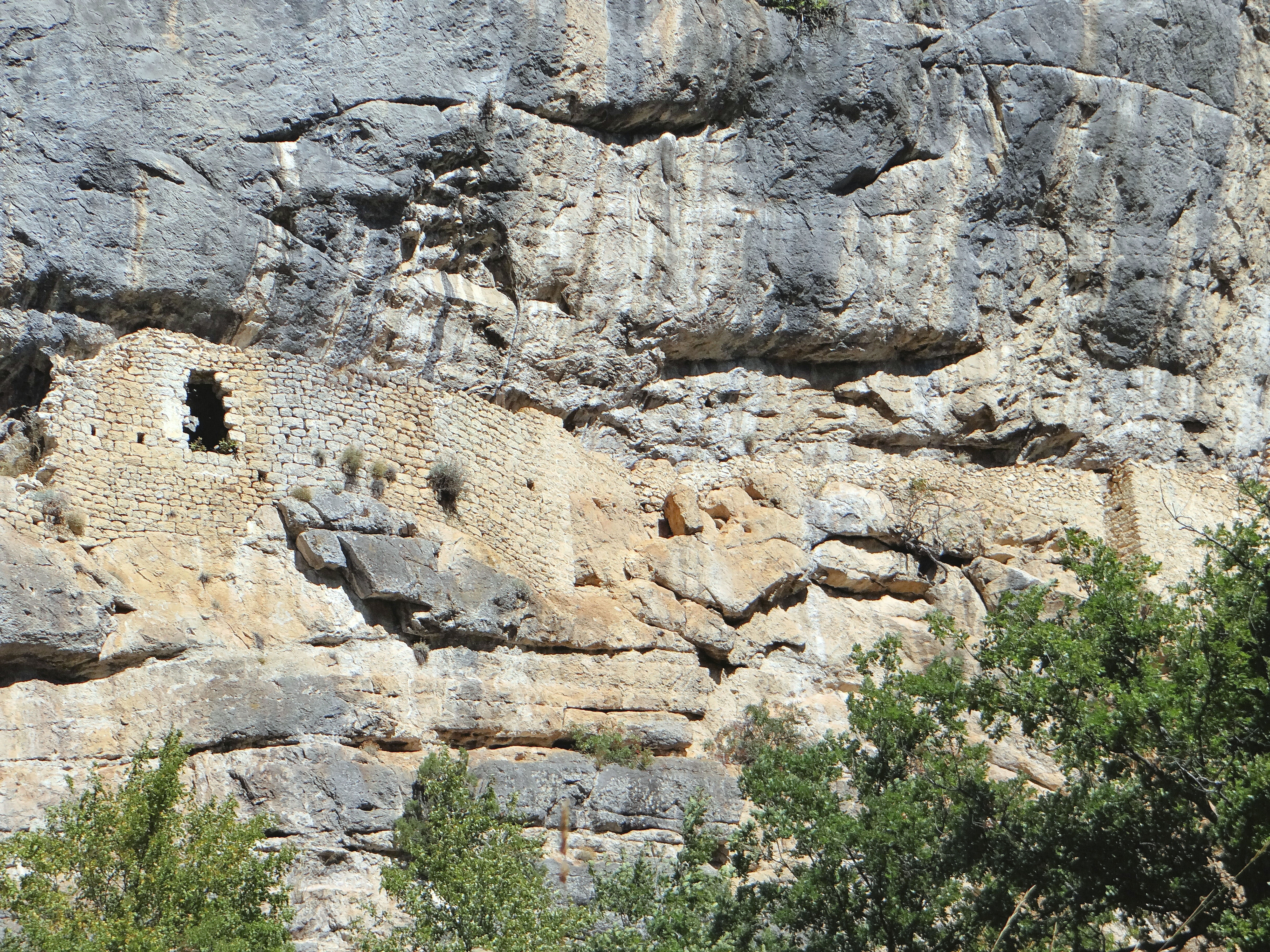
Forteresse dans la falaise
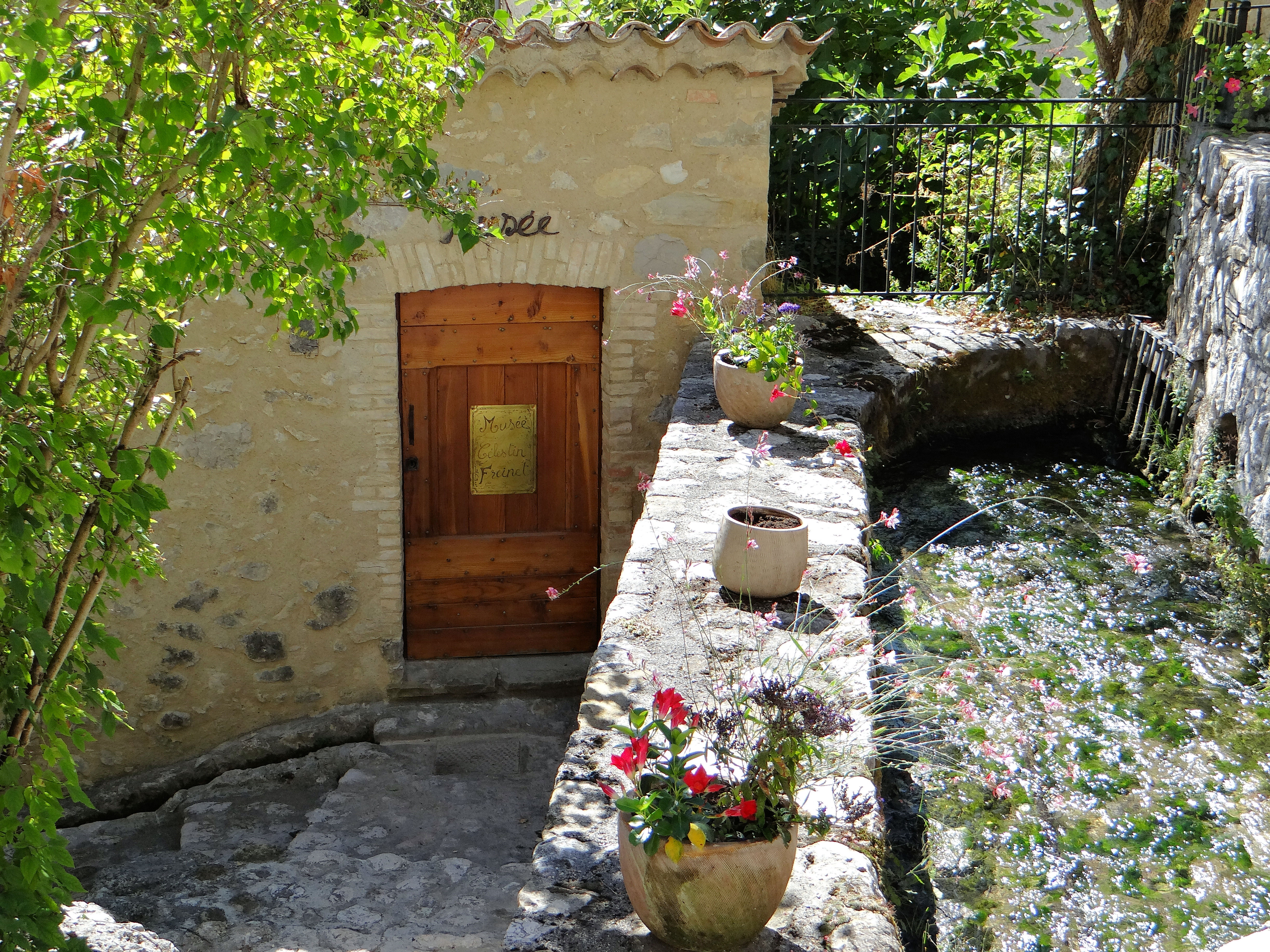
Musée Célestin-Freinet
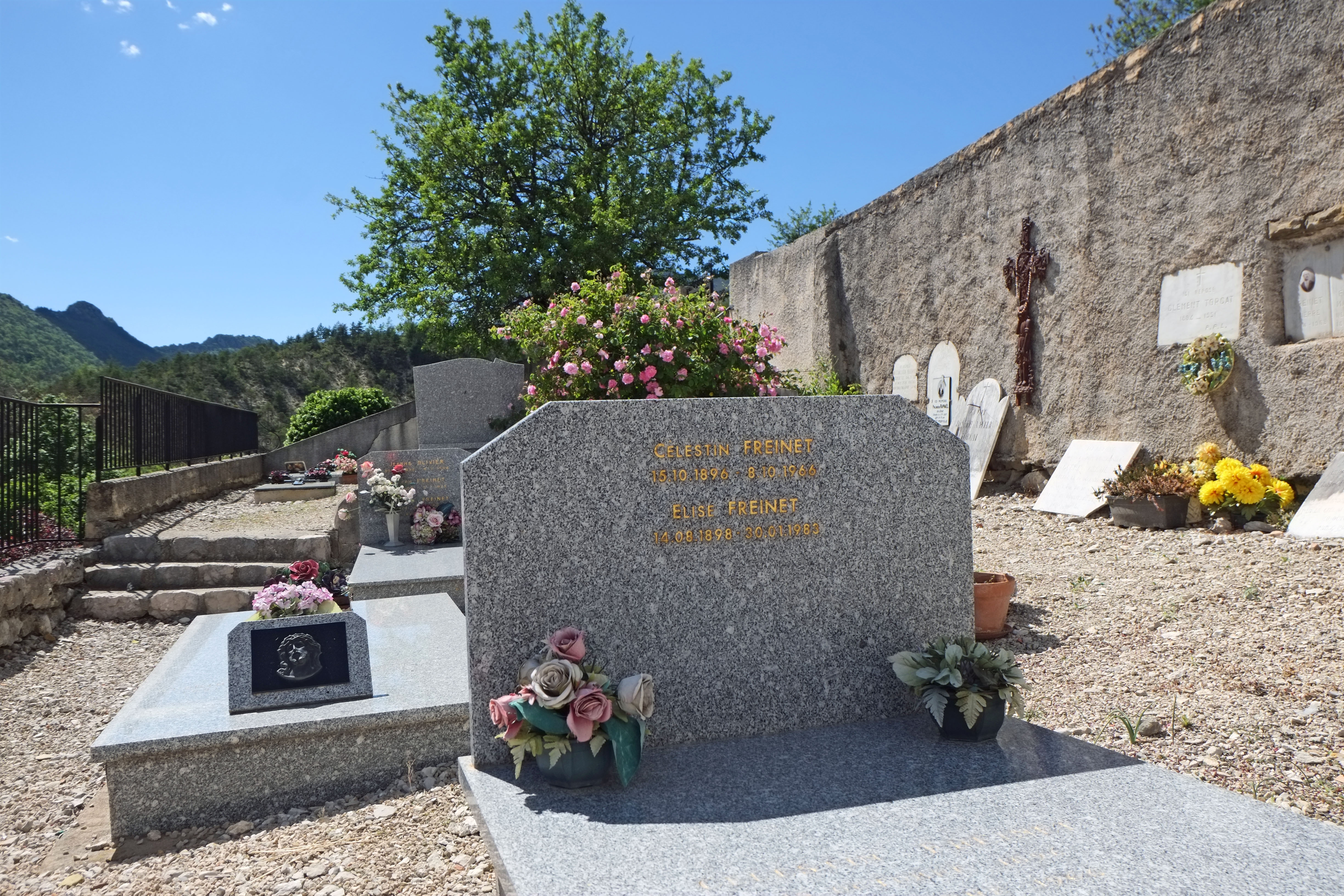
Tombe de Célestin Freinet dans le cimetière près de l'église.
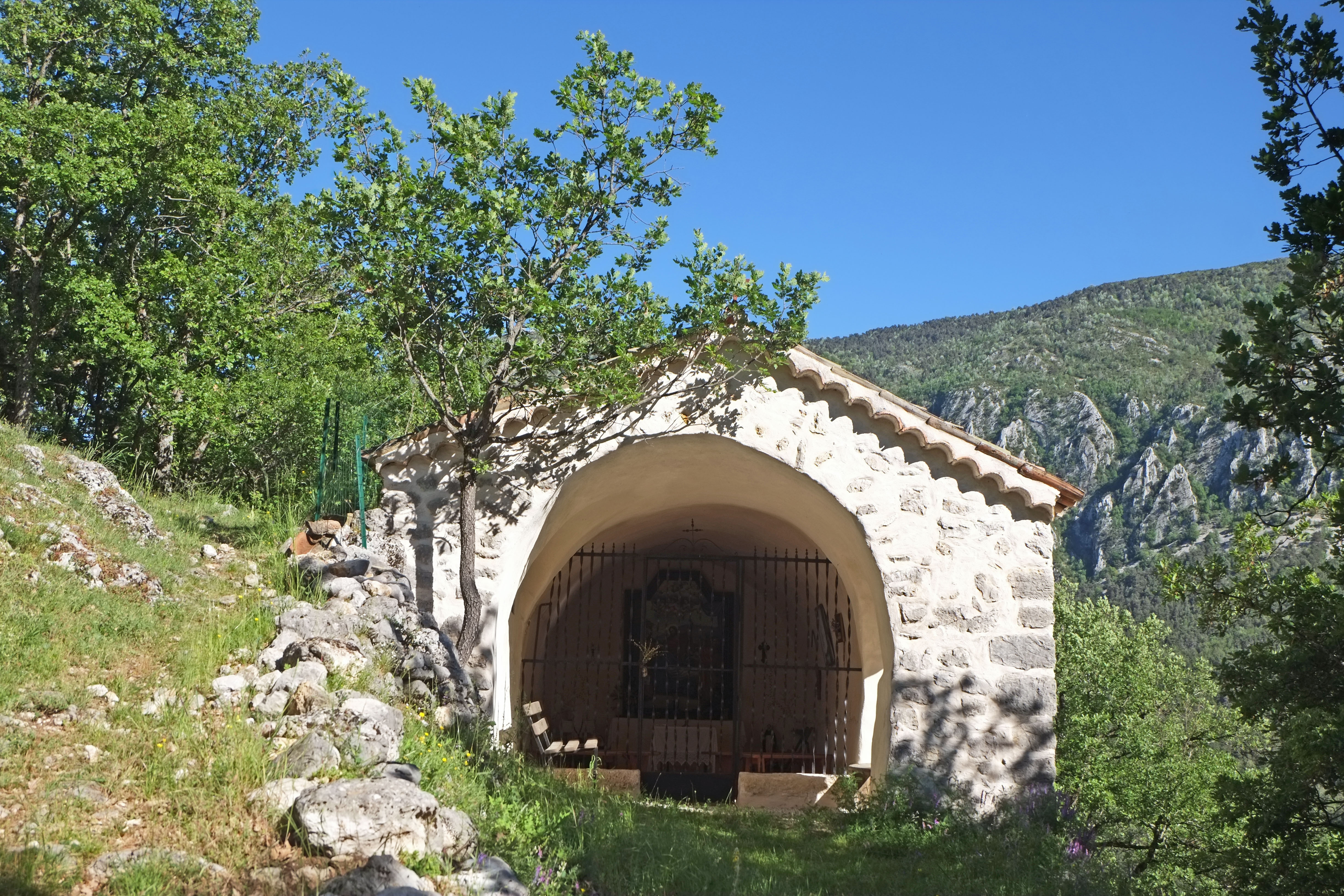
Chapelle Saint-Joseph.

### Héraldique
| Blason de Gars | Blason  | D’azur à saint Laurent bénissant d’argent, barbé de sable habillé et auréolé d’or, tenant dans sa main senestre un globe du même, un gril d’argent en pal, la poignée en chef, à ses pieds à senestre, le tout posé sur une nuée du même mouvant de la pointe. Devise / CriPer ben faire jamai tro tar. (Il n’est jamais trop tard pour bien faire). |
| Blason de Gars | Détails | Le statut officiel du blason reste à déterminer. |

## Personnalités liées à la commune
- Gars est le village natal de Célestin Freinet (16 octobre 1896 [58]- 8 octobre 1966). Pédagogue mondialement connu[59], il a développé ses conceptions à l'École Freinet, à Vence, qui existe toujours. Freinet est enterré à Gars avec son épouse Élise (14 août 1898 - 30 janvier 1983), et leur fille Madeleine (8 août 1929 - 20 octobre 2007).